# 广东省第二中医院

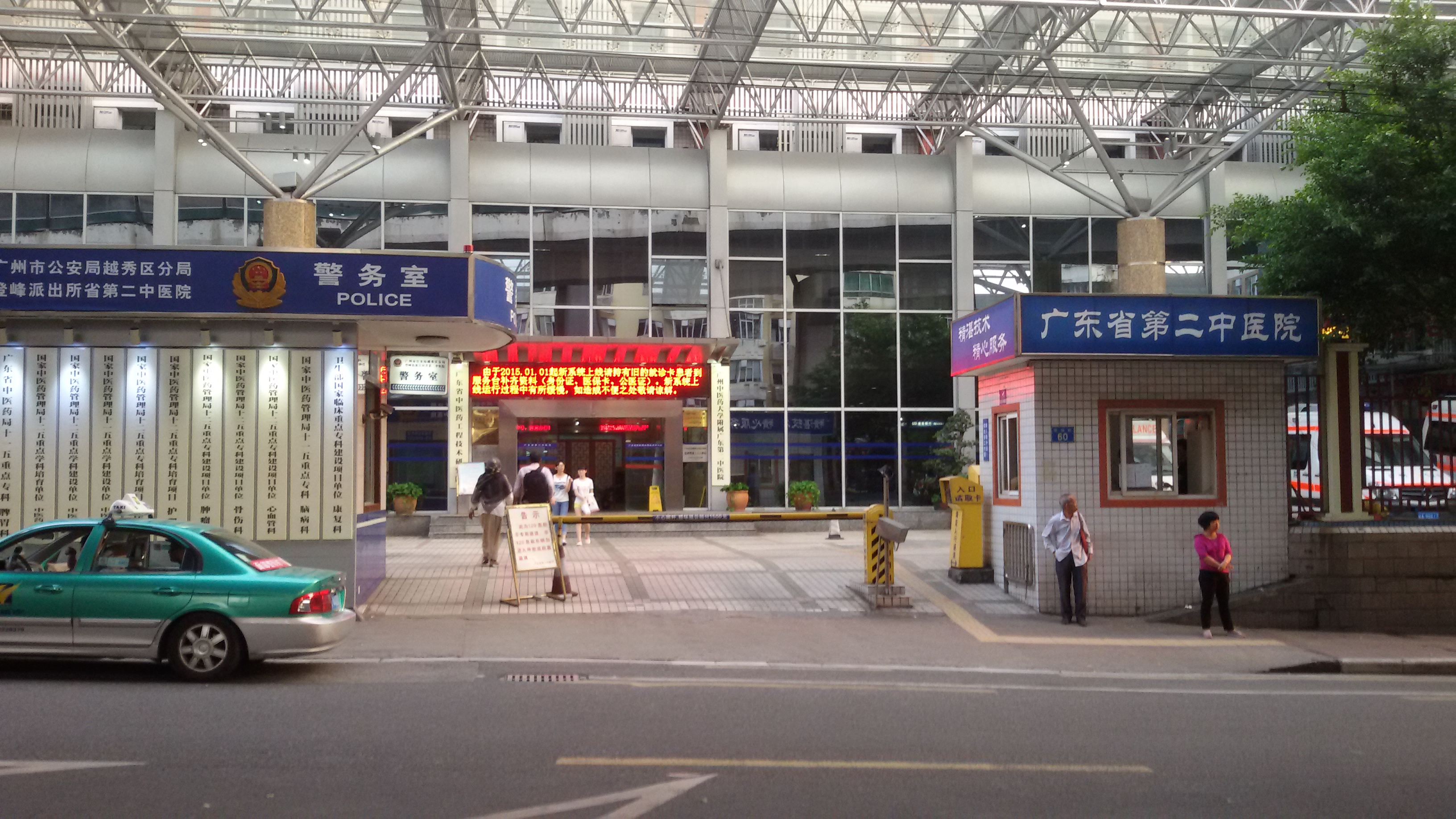
广东省第二中医院越秀院区

广东省第二中医院（广州中医药大学附属广东第二中医院、广州中医药大学第五临床医学院、广东省中医药工程技术研究院），成立于1993年12月8日，是一座三级甲等中医医院，位于中华人民共和国广东省广州市越秀区登峰街道恒福路60号，广州市急救医疗网络（120）单位、医保定点醫院。未来，广东省第二中医院越秀院区还将进行扩建工程。

## 院区分布[2]
- 越秀院区（总院）：越秀区登峰街道恒福路60号
- 白云院区：白云区景泰街道景云路38号
- 黄埔院区：黄埔区萝岗街道萝岗公路街212号
- 淘金门诊部：越秀区华乐街道淘金路159、161号
- 广园门诊部：越秀区登峰街道广园东路1815号
- 麓景东门诊部：越秀区登峰街道麓景东路23号
- 五山门诊部：天河区五山街道广东省农业科学院内

### 黄埔院区
广东省第二中医院黄埔院区，前身是“广州市萝岗区中医医院”。2018年2月11日，因广州市行政区划调整（从化区、增城区正式成立，萝岗区、从化市、增城市同步撤销），“广州市萝岗区中医医院”改为现名。综合楼于2020年8月28日开工，2022年6月30日实现主体结构封顶，2024年6月6日竣工。